# تسوریب
تسوریب (روسی: Цуриб) یک روستا در روسیه است که در چارادا از توابع داغستان واقع شده است.